# Brookesia peyrierasi
Espèce
Statut de conservation UICN

 EN B1ab(iii) : En danger
Statut CITES
Brookesia peyrierasi est une espèce de sauriens de la famille des Chamaeleonidae.

## Répartition
Cette espèce est endémique du Nord-Est de Madagascar.

## Description
Ce caméléon nain est de petite taille, diurne, et vit au sol ou sur les branches basses des forêts.

## Taxinomie
Brookesia peyrierasi, Brookesia minima et Brookesia tuberculata ont été considérées comme synonymes par Raxworthy & Nussbaum, 1995, cette synonymie a été levée par Glaw et all., 1999.

## Étymologie
Cette espèce est nommée en l'honneur d'André Peyrieras.

## Publication originale
- Brygoo & Domergue, 1975 "1974" : Notes sur les Brookesia de Madagascar. IX. Observations sur B. tuberculata Mocquard, 1894, B. ramanantsoai sp. nov. et B. peyrierasi nom. nov. (Reptilia, Squamata, Chamaeleontidae). Bulletin du Muséum national d'Histoire naturelle, Paris, vol. 189, n. 267, p. 1769-1782.